# Kławki
Kławki (Duits: Klakendorf) is een plaats in het Poolse district  Malborski, woiwodschap Pommeren. De plaats maakt deel uit van de gemeente Stare Pole en telt 126 inwoners.